# Fräkentjärnen (Edefors socken, Norrbotten, 732266-172487)
Fräkentjärnen är en sjö i Bodens kommun i Norrbotten och ingår i Piteälvens huvudavrinningsområde. Fräkentjärnen ligger i Piteälven Natura 2000-område.